# Frans Floris

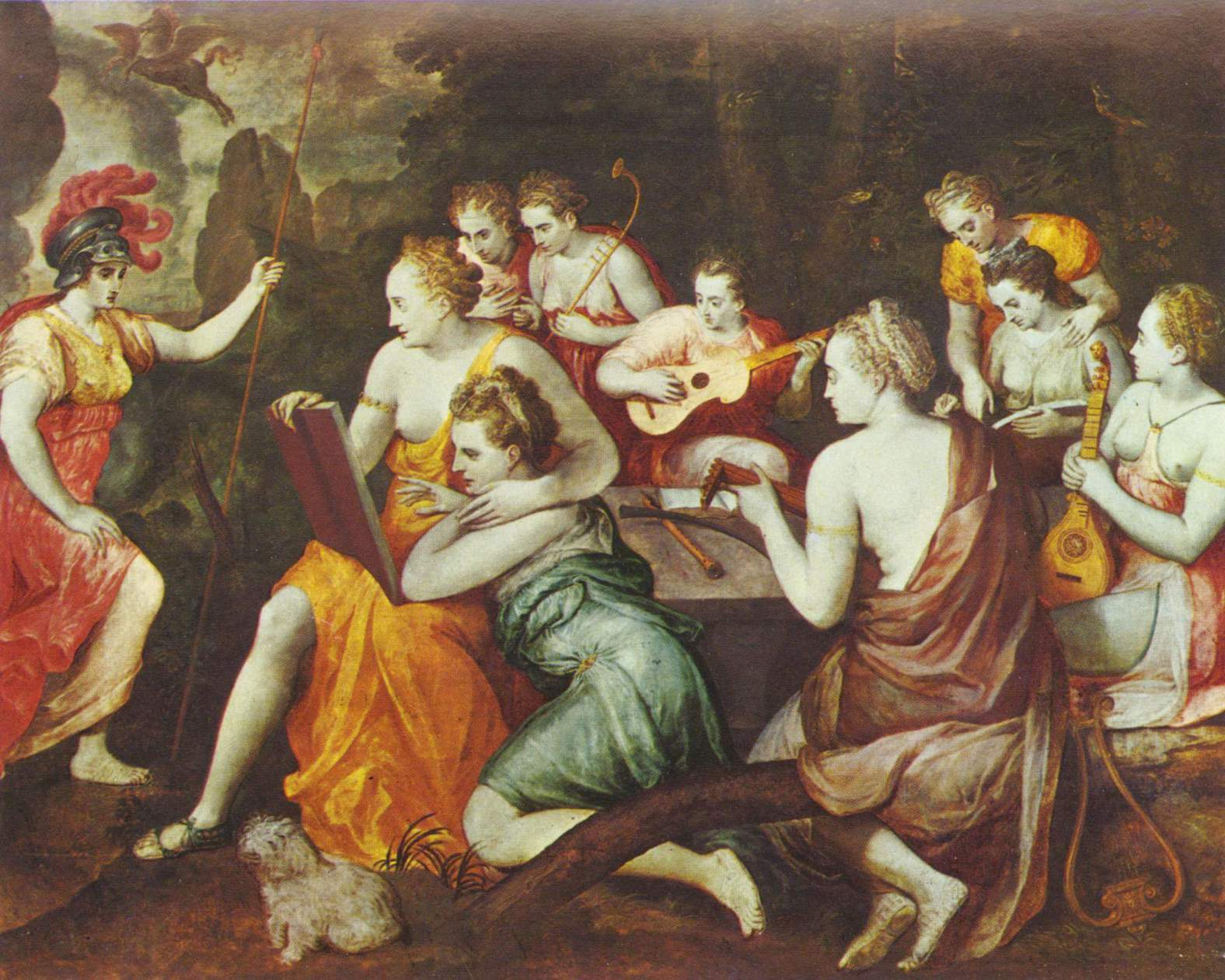
Atena dialoga con le Muse.

Frans Floris, conosciuto anche come Frans de Vriendt (Anversa, 1517 – 1º ottobre 1570), è stato un pittore fiammingo.

## Biografia
Figlio dello scalpellino Cornelis I de Vriendt, che morì ad Anversa nel 1538, fu studente di scultura, passione che abbandonò più tardi per la pittura. Suo fratello, Cornelis II de Vriendt, fu architetto e scultore. All'età di vent'anni andò a Liegi dove fu allievo di Lambert Lombard.
Nell'ambito dei propri viaggi Floris attraversò le Alpi, e presto si innamorò della pittura italiana vista a Roma e Venezia. Tornato a casa aprì uno studio con più di 100 allievi, seguendo nei suoi insegnamenti i canoni dei modelli italiani.
Rispetto al numero di opere compiute, pochi dei lavori di Floris sono giunti sino a noi, a causa di numerose distruzioni; alcuni suoi dipinti sono oggi conservati a Berlino, Aalst, Anversa, San Pietroburgo, Firenze, Madrid, Vienna e altre città.